# Гонарс
Гона̀рс (на италиански: Gonars; на фриулски: Gonârs) е малко градче и община в Северна Италия, провинция Удине, автономен регион Фриули-Венеция Джулия. Разположено е на 21 m надморска височина. Населението на общината е 4810 души (към 2010 г.).